# Beiditempel van Wan Chai
Beiditempel van Wan Chai of Pak Taitempel van Wan Chai is een Chinese tempelcomplex die Bei Di als hoofdgod van de tempel beschouwd. De tempel ligt aan de Lung On Street, in Wan Chai, Hongkong-eiland, Hongkong. De tempel wordt beheerd door de Chinese Temples Committee. In de tempel staan beelden van onder andere: Guan Gong, Taisui, Guan Yin, Lüzu, Long Mu, Bao Gong, Drie schatten boeddha, Hua Tuo en Cai Shen. 
De tempel heette oorspronkelijk Yuk Hui Kung 玉虛宮. In 1863 werd de tempel uitgebreid naar de grote die het nu heeft. In 2005 vonden grote renovatiewerken plaats. Bei Ditempel van Wan Chai staat op de lijst van beschermde historische erfgoederen graad 1.